# Vaccinium ovatum
Vaccinium ovatum ist eine Pflanzenart aus der Gattung der Heidelbeeren (Vaccinium) innerhalb der Familie der Heidekrautgewächse (Ericaceae). Sie ist in Nordamerika beheimatet und dort unter den Trivialnamen Evergreen Huckleberry, Winter Huckleberry und California Huckleberry bekannt.

## Verbreitung und Ökologie
Vaccinium ovatum ist ein kleiner bis mittelgroßer immergrüner Strauch, dessen Heimat die Westküste der Vereinigten Staaten und der Küstenregion von British Columbia ist. Typische Begleitarten in den besiedelten Lebensräumen sind z. B. der Westamerikanische Schwertfarn (Polystichum munitum), der Küsten-Waldfarn (Dryopteris arguta), die Kriechende Schneebeere (Symphoricarpos mollis) und die Weiße Zimt-Himbeere (Rubus parviflorus). Oft wird das Aufwachsen auf Totholz (nurse logs) beobachtet, eine Form der Probiose; häufig ist auch die Vergemeinschaftung mit Vaccinium parvifolium.

## Merkmale
Vaccinium ovatum ist eine echte Huckleberry, die sowohl in schattigen als auch sonnigen Bereichen gut wächst und auf sauren Böden gedeiht. Anspruchslos gegenüber Licht besiedelt sie eine große Spannbreite von Wald-Habitaten; sie sprießt oft auf alten Stümpfen des Küstenmammutbaums (Sequoia sempervirens) oder aus dichten Dorngebüschen. Die glänzenden, alternierend angeordneten, eiförmigen Laubblätter sind 2–3 cm lang und etwa einen Zentimeter breit mit fein gesägten Rändern. Im Lauf des Sommers produziert die Pflanze runde, essbare Beeren von bis zu einem Zentimeter Durchmesser.

## Nutzung

### Nahrungsmittel
Traditionell wurden Huckleberrys von vielen Indianerstämmen der nordamerikanischen Westküsten gesammelt.

### Anbau
Vaccinium ovatum wird als Zierpflanze für die Nutzung durch spezialisierte Großmärkte, Einzelhändler und Baumschulen botanischer Gärten angebaut. Sie wird erfolgreich im naturnahen und nachhaltigen Landschaftsbau (namentlich in Kalifornien), in Landschaftsgärten und in Renaturierungsprojekten eingesetzt, sofern die Lebensraumbedingungen passend sind.

## Galerie

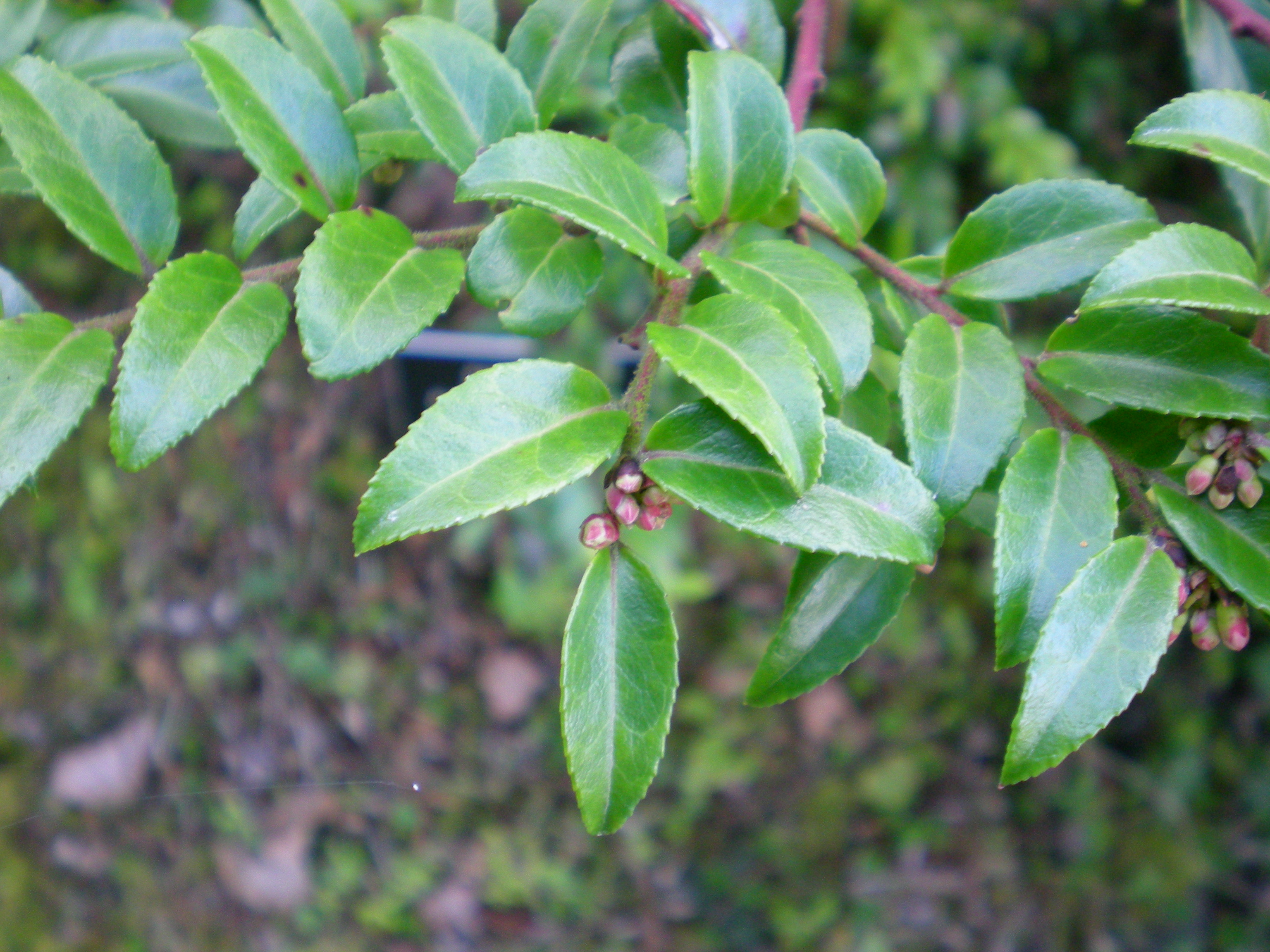
Blätter
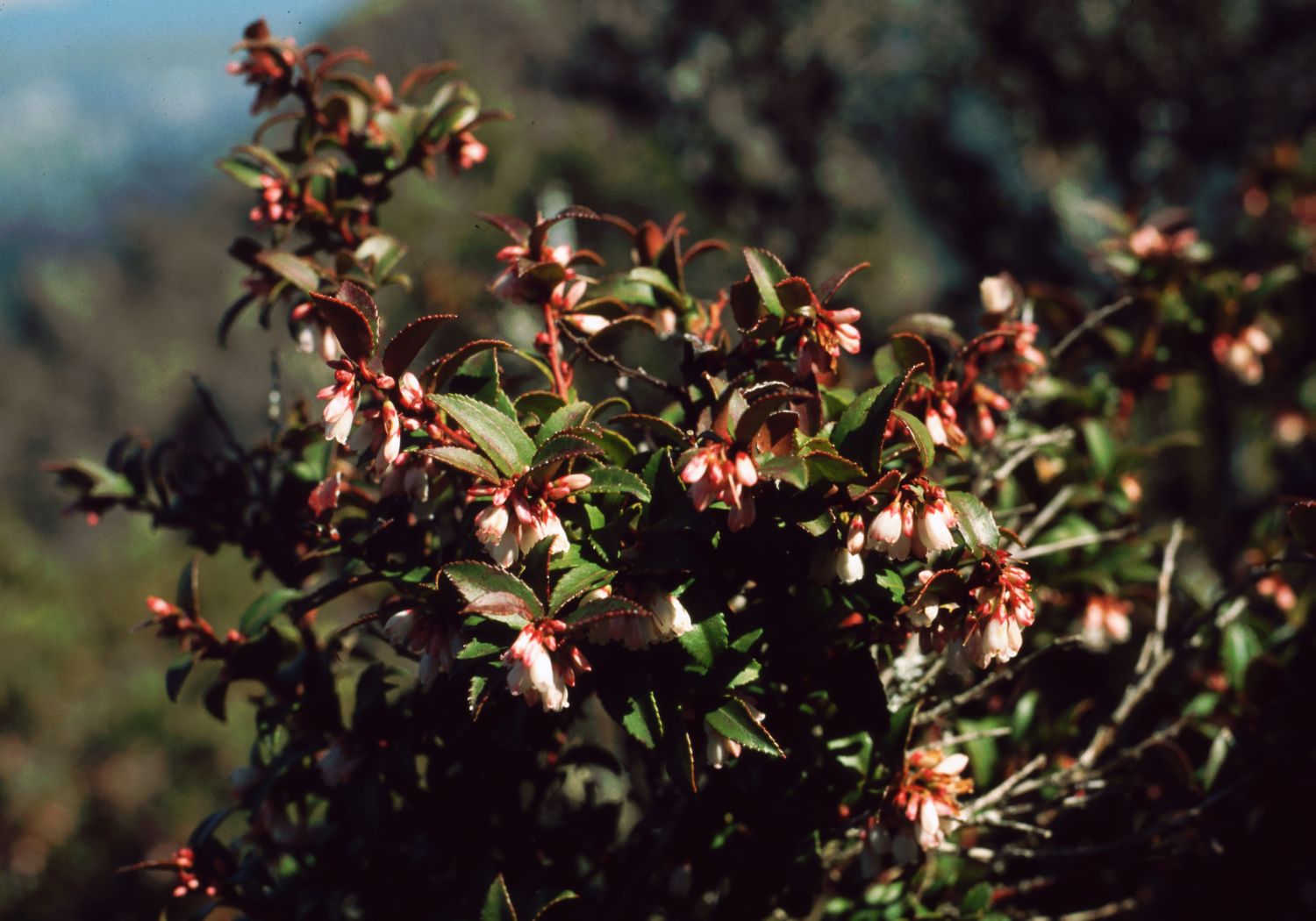
Ganze Pflanze
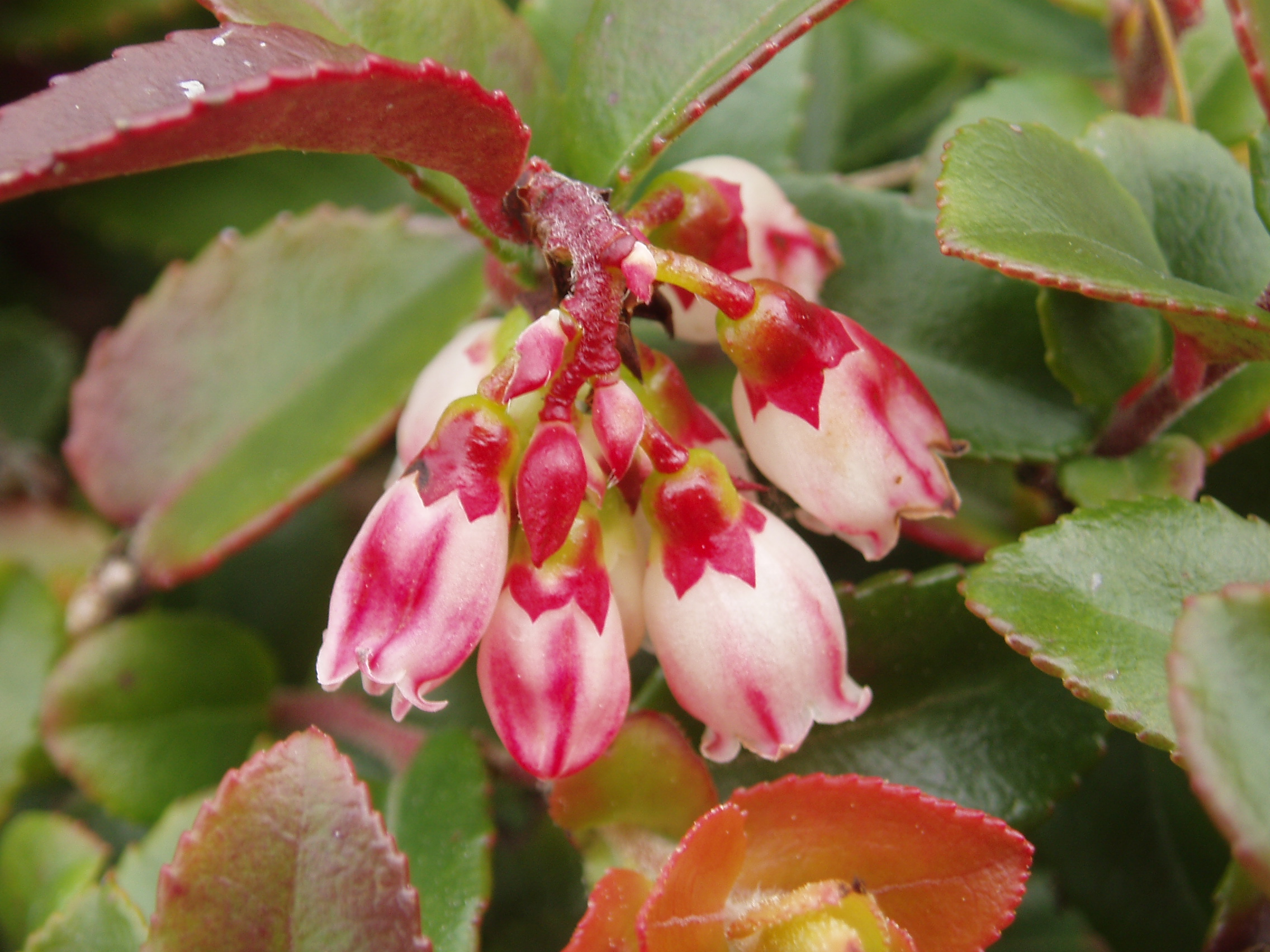
Blüte

## Quelle
- Stephen Foster and Christopher Hobbs. 2002. Western Medicinal Plants and Herbs (pg. 287). Houghton Miller Company, New York, NY.